# Andronikos I. Komnenos
Andronikos I. Komnenos (řecky Ανδρόνικος Α’ Κομνηνός; mezi 1118 a 1122 – 12. září 1185), syn sebastokratora Izáka Komnena (1093 – asi 1152), byl v letech 1183–1185 císař byzantské říše z rodu Komnenovců.

## Před nástupem na trůn
Andronikos pocházel z vedlejší větve vládnoucí dynastie Komnenů – byl vnukem císaře Alexia I. a to, že by se ujal vlády se nejevilo příliš pravděpodobným. Příležitost se Andronikovi naskytla až v pokročilém věku asi šedesáti let, dva roky po smrti svého mocnějšího bratrance, císaře Manuela I. († 1180). Manuel po sobě zanechal kromě dcer a několik nemanželských dětí pouze mladičkého syna Alexia (* 1169), za kterého vládla jeho matka, císařovna Marie. Ta byla v Byzanci neoblíbená pro svou prolatinskou politiku, kterou započal provádět již císař Manuel. V Konstantinopoli proti Marii vypuklo povstání, do jehož čela byl povolán právě dobrodruh Andronikos, který se ujal vlády, přikázal Marii zardousit a mladého Alexia donutil podepsat matčin ortel smrti roku 1182. O rok později Andronikos přikázal zavraždit i Alexia a mohl usednout na trůn jako autokrator.

## Vláda

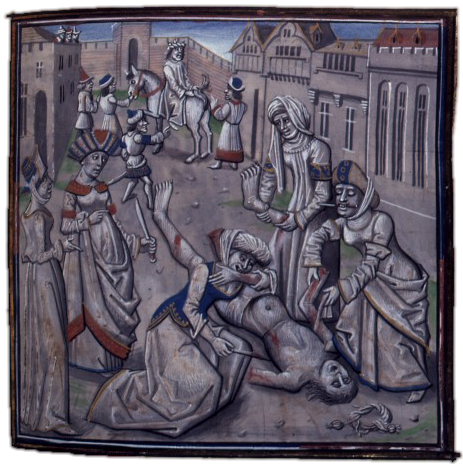
Smrt císaře Andronika I. na miniatuře z 15. století

Nový císař změnil politický kurs říše – přikázal konfiskovat majetek Benátčanům, kteří se těšili přízni Andronikových předchůdců, císařů Alexia I., Jana II., Manuela I. a regentky Marie, zrušil jim privilegia a podnítil na italské obchodníky pogrom. V zahraniční politice zrušil úmluvy s křižáckými státy a naopak se dohodl se sultánem Saladinem, čímž nesmírně křižákům uškodil a na západě se opět začalo mluvit o výpravě proti Byzanci. Tato dohoda se Saladinem měla totiž vliv na porážku křižáků u Hattínu roku 1187. Andronikos se toho ale nedožil. Poté, co se Normané zmocnili Soluně vypuklo proti Andronikovi povstání v Konstantinopoli, císař byl zajat, byla mu uťata ruka, vyloupnuto oko a byl vlečen ulicemi Konstantinopole k popravišti. Popraven byl 12. září 1185 a na trůn nastoupila v osobě Izáka II. dynastie Angelovců.